# 埃屈尔
埃屈尔（法語：Écuires，法語發音：[ekɥiʁ]）是法国上法蘭西大區加来海峡省的一个市镇，属于蒙特勒伊区。

## 地理
埃屈尔（50°26'48"N, 1°45'40"E）面积9.15 平方千米，位于法国上法蘭西大區加来海峡省，该省份为法国北部沿海省份，西北濒北海，南至索姆省，东临北部省。
与埃屈尔接壤的市镇（或旧市镇、城区）包括：滨海蒙特勒伊、拉马德莱娜-苏蒙特勒伊、瓦伊博康、博姆里圣马丹、布瓦让、小康皮尼厄勒。

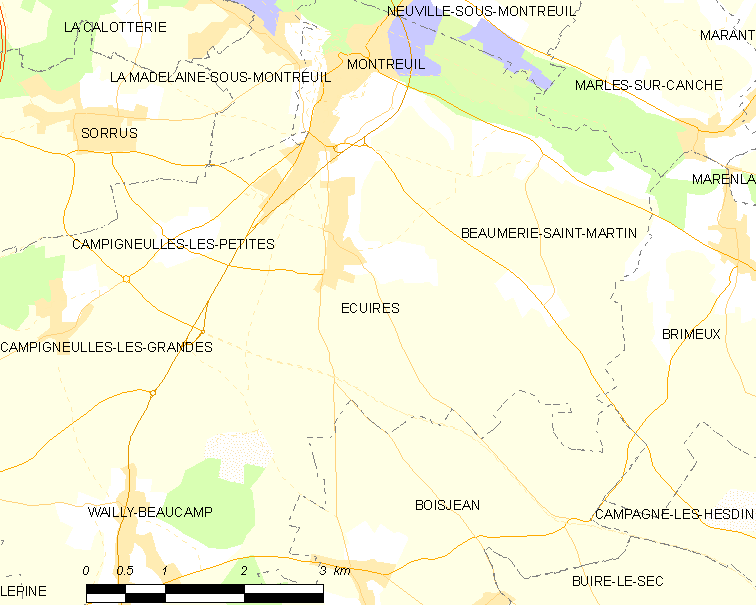
埃屈尔的OSM定位图

埃屈尔的时区为UTC+01:00、UTC+02:00（夏令时）。

## 行政
埃屈尔的邮政编码为62170，INSEE市镇编码为62289。

## 政治
埃屈尔所属的省级选区为贝尔克县。

## 人口

1962-2008年间埃屈尔人口变化图示

埃屈尔于2022年1月1日时的人口数量为686人。